# Confederação Brasileira de Capoeira
A Confederação Brasileira de Capoeira é uma entidade nacional que regulamento o esporte em todo o Brasil. Foi fundada em 23 de outubro de 1992 e é hoje a única a ser reconhecida pelo Comitê Olímpico Brasileiro. É filiada à Federação Internacional de Capoeira.